# Sherman Township (comté de Montgomery, Iowa)
Pour les articles homonymes, voir Sherman Township et Sherman.
Sherman Township est un township du comté de Montgomery en Iowa, aux États-Unis,.
Le comté est fondé en 1868.

## Source de la traduction
- (en) Cet article est partiellement ou en totalité issu de l’article de Wikipédia en anglais intitulé « Sherman Township, Montgomery County, Iowa » (voir la liste des auteurs).